# Кожемякіна Валентина Яківна
Валентина Яківна Кожемякіна (нар. 1936) — радянський працівник сільського господарства, Герой Соціалістичної Праці.

## Біографія
Народилася 20 червня 1936 року в Новосибірській області.
У роки Другої світової війни почала працювати дояркою на колгоспній фермі. Коли в 1953 році сім'я переїхала на Кубань, дівчина влаштувалася працювати в ліспромгосп лісорубом. В червні 1955 року стала працювати дояркою на молочній фермі радгоспу «Чорноморець» в селищі Вардане. Незабаром Валентина Яківна стала провідною дояркою радгоспу, а потім — Лазаревського району міста Сочі. На початку 1960-х років увійшла в число кращих передовиків ферми радгоспу «Чорноморець» сочинського тресту «Овощепром».
У 1970 році їй вдалося надоїти від кожної корови понад 6000 кілограмів молока, в 1976 році — 6021 кілограм, у 1979 році — з 6346 кілограмів. У 1980 році Валентина Кожемякіна надоїла 7118 кілограмів молока від кожної корови своєї групи, ставши однією з кращих доярок СРСР.
Указом Президії Верховної Ради СРСР від 12 березня 1982 року за досягнення високих результатів і трудовий героїзм, проявлений у виконанні планів і соціалістичних зобов'язань по збільшенню виробництва і продажу державі зерна та інших сільськогосподарських продуктів в 1981 році Кожемякіній Валентині Яківні присвоєно звання Героя Соціалістичної Праці з врученням ордена Леніна і золотої медалі «Серп і Молот».
Поряд з виробничою, займалася громадською діяльністю — обиралася депутатом Сочинської міської ради народних депутатів.
Вийшовши на пенсію, знаходиться на заслуженому відпочинку, проживає у мікрорайоні Вардане міста Сочі. Бере участь у громадській діяльності ветеранської організації Сочі, часто зустрічається з молоддю.

## Заслуги
- Нагороджена другим орденом Леніна (12.03.1982), орденом Трудового Червоного Прапора (06.09.1973) і медалями.
- Брала участь у Виставці досягнень народного господарства СРСР, нагороджувалася двома золотими медалями ВДНГ та преміювалась автомобілем «Москвич».
- Заслужений працівник сільського господарства Кубані (1996).
- Удостоєна пожиттєвої іменної пенсії.